# Walzer (Musik)
Der Walzer ist ein Musikstück im 3⁄4-Takt oder 3⁄8-Takt, in Lateinamerika und in älteren Quellen auch im 6⁄8-Takt. Der Name wird von der Tanzfigur „Walzen“ abgeleitet, was „Drehen“ bedeutet, und stammt aus dem schwäbischen Raum.

## Begriff
Der Begriff „Walzer“ wurde erstmals von Friedrich Schiller in der Ballade Eberhard der Greiner 1781 in öffentlicher Form verwendet. Die ältesten bekannten Walzer finden sich in Musikhandschriften um 1790, so auch ein so bezeichneter „Wals“ in Stockholm 1785. Die erste gedruckte Ausgabe von Walzern erschien 1806 in Leipzig.
Der Begriff „walzen“ für Drehbewegungen lässt sich schon im mittelalterlichen Wortbestand finden. Tanzbezogen steht es seit etwa 1750 für Paartänze, ab etwa 1760 „walzender Tanz“ bzw. „das Walzen“. Walzer als Tanz wurde ab den ersten beiden Jahrzehnten des 19. Jahrhunderts Mode in allen Gesellschaftsschichten. Er verdrängte das Menuett und besaß den Ruf des Volkstümlichen und Deutschen gegenüber dem Aristokratischen und Französischen des Menuetts.

## Metrum und Tempo
Während das ebenfalls im Dreiertakt stehende Menuett einen barocken regelmäßigen Puls aufweist, sind die Gewichte im Walzertakt ungleich verteilt, und der Bass spielt in der Regel nur auf dem ersten Schlag. Während das Menuett den Eindruck des Schreitens wiedergibt, vermittelt der Walzer den des Schwingens. Bis zum Anfang des 19. Jahrhunderts ist das Walzertempo sehr schnell, in seiner „klassischen“ Zeit nach dem Wiener Kongress pendelt es sich etwa bei einer Sekunde pro Takt ein und wird heute noch langsamer getanzt.
Die etwa halb so schnelle Version des Tanzes, der Langsame Walzer, wird ebenfalls erstmals 1806 gedruckt, verbreitete sich aber erst gegen Ende des 19. Jahrhunderts.

## Beispiele

### Tanzwalzer
Berühmte tanzbare Walzer stammen von Josef Lanner, Johann Strauss (Vater), dessen Sohn Johann Strauss (Sohn) (z. B. der Donauwalzer, 1867) sowie von Pjotr Iljitsch Tschaikowski. Viele Opern und Operetten enthalten auf der Bühne getanzte Walzermusik.

### Konzertwalzer
Franz Schubert, Frédéric Chopin und Franz Liszt schrieben Walzer für Klavier, die im rubato bzw. in agogischer Spielweise vorzutragen sind. Auch Johannes Brahms komponierte Walzer für Klavier (etwa in seinem Opus 39 für vier Hände). Walzer für Orchester, die nicht speziell zum Tanz bestimmt sind, stammen von Johannes Brahms und Johann Strauss (Sohn). Auch Carl Maria von Webers Klavierstück Aufforderung zum Tanz ist eine Art Konzertwalzer, der eher einen Tanz schildert, als zum Tanz aufzuspielen.

### Sinfonische Musik
Unter den Liedern und symphonischen Sätzen von Gustav Mahler finden sich einige Walzer.
Maurice Ravels Werk La Valse ist eine prominente Selbstreferenz auf die Epoche des Wiener Walzers. Es wird als Klavierauszug und in der Orchesterfassung gleichberechtigt aufgeführt.
Als Sinfoniesatz konnte der Walzer das Menuett nicht verdrängen, mehr oder weniger verhüllt kommt er manchmal als Scherzo vor.
Die Wiener Orchesterwalzer zwischen Lanner und Strauss Sohn haben eine Introduktion im geraden Takt und, nach einer kontrastreichen Folge von Walzern, eine schnelle Coda.
Französische Walzer sind dreiteilig mit steigendem Tempo.

### Instrumentalmusik
Walzer wurden auch für Soloinstrumente komponiert, etwa von Fernando Sor (Opus 17 und Opus 18 mit jeweils sechs Walzern) und Francisco Tárrega sowie Matteo Carcassi und (als Valsa-Choro) von Heitor Villa-Lobos.